# August Bohé
August Bohé (Moengo, 27 augustus 1965) is een Surinaams beeldend kunstenaar.

## Biografie
August Bohé studeerde aan de Academie voor Hoger Kunst- en Cultuuronderwijs (AHKCO) in Paramaribo. In 1988 sloot hij zich aan bij de Federation of Visual Artists in Suriname (FVAS). Hij kiest vaak voor fruit als onderwerp en staat bekend om superrealistische kunst. Daarnaast is hij militair met de rang sergeant eerste klasse.
Hij exposeerde solo en met anderen, in Suriname, Guyana, Frans-Guyana, Brazilië, Nederland en Frankrijk. Zijn werk werd meermaals getoond tijdens edities van de Nationale Kunstbeurs, Carifesta en Surifesta, en in groepsexposities van Eygi Du. In 1997 en opnieuw in 2014 was hij een van de kunstenaars die de muurschildering maakte op de Johan Adolf Pengel International Airport. In 1999 vertegenwoordigde hij Suriname bij het 40-jarig jubileum van de Inter-Amerikaanse Ontwikkelingsbank (IDB). Het Monument voor Inheemse Gevallenen in de Palmentuin (2019) is door Bohé gemaakt.

## Solo-exposities
Hij nam deel aan een groot aantal groepsexposities. Solo exposeerde hij op de volgende locaties:
- 1991: Bohé 91, Thalia
- 1996: Bohé 96, Fort Zeelandia
- 1998:  Zeelandia Suites, Paramaribo
- 1998: Bohé 98, Fort Zeelandia
- 2002:  House of Art, Paramaribo
- 2008: Energy, Instituto Venezolano para la Cultura y la Cooperación (IVCC) Andrés Bello, Paramaribo
- 2010: Voortplanting, Royal Torarica